# Sportovní Klub Slavia Praha 1996-1997
Questa voce raccoglie le informazioni riguardanti lo Sportovní Klub Slavia Praha nelle competizioni ufficiali della stagione 1996-1997.

## Stagione
Dopo le buone prestazioni ottenute nella stagione precedente, Cipro è confermato alla guida del club. In campionato i biancorossi raggiungono il vertice alla diciassettesima giornata, arrendendosi però alla rimonta dei rivali dello Sparta Praga che a fine stagione chiuderanno il testa al campionato proprio davanti allo Slavia. In quest'annata, la società vince la sua prima coppa nazionale, battendo in finale i cugini del Dukla Praha (1-0).
In Champions lo Slavia esce subito, venendo sconfitto dagli svizzeri del Grasshoppers con un pesante 6-0 complessivo. Retrocessi in Coppa UEFA, i cechi escludono il Malmö FF (5-2 totale), venendo estromessi dagli spagnoli del Valencia (1-0).

## Calciomercato
Vengono ceduti Jaromír Blažek (Bohemians Praga), Bejbl (all'Atlético Madrid per 0,9 milioni di euro), Suchopárek (allo Strasburgo per 0,6 milioni di euro), Hogen (Chmel Blšany), Krištofík (Hapoel Petah Tiqwa), Poborský (al Manchester United per 4 milioni di euro), Šmicer (al Lens per 2,5 milioni di euro), Lidman (AIK), Štajner (FK Louňovice) e Veselý.
Vengono acquistati Černý (Union Cheb), Kubík (Petra Drnovice), Ašanin (Inter Zaprešić), Horváth (Jablonec), Jindráček (Union Cheb), Lasota (Petra Drnovice), Rehák (Consadole Sapporo), Ulich (Hradec Králové), Vácha (Dynamo České Budějovice), nel settembre 1996 Hyský (rientra dal prestito all'AIK) e nel gennaio 1997 Vlcek (Viktoria Plzeň).

## Rosa
| N. |                      | Ruolo | Calciatore     |
| -- | -------------------- | ----- | -------------- |
|    | Rep. Ceca (bandiera) | P     | Radek Černý    |
|    | Rep. Ceca (bandiera) | P     | Jan Stejskal   |
|    | Croazia (bandiera)   | D     | Slađan Ašanin  |
|    | Rep. Ceca (bandiera) | D     | Luboš Kozel    |
|    | Rep. Ceca (bandiera) | D     | Martin Hyský   |
|    | Rep. Ceca (bandiera) | D     | Jiří Lerch     |
|    | Rep. Ceca (bandiera) | D     | Tomáš Hunal    |
|    | Rep. Ceca (bandiera) | D     | Pavel Novotný  |
|    | Rep. Ceca (bandiera) | D     | Martin Penicka |
|    | Rep. Ceca (bandiera) | D     | Petr Vlček     |

| N. |                      | Ruolo | Calciatore        |
| -- | -------------------- | ----- | ----------------- |
|    | Rep. Ceca (bandiera) | C     | Pavel Horváth     |
|    | Rep. Ceca (bandiera) | C     | Jaromír Jindráček |
|    | Rep. Ceca (bandiera) | C     | Edvard Lasota     |
|    | Rep. Ceca (bandiera) | C     | Daniel Šmejkal    |
|    | Rep. Ceca (bandiera) | C     | Pavel Rehák       |
|    | Rep. Ceca (bandiera) | C     | Ivo Ulich         |
|    | Rep. Ceca (bandiera) | A     | Robert Vágner     |
|    | Rep. Ceca (bandiera) | A     | Jiří Vavra        |
|    | Rep. Ceca (bandiera) | A     | Karel Vácha       |